# Peter Gilmore (acteur)
Peter Gilmore (Leipzig, 25 augustus 1931 – Londen, 3 februari 2013) was een Britse acteur en zanger. Hij is vooral bekend als James Onedin, de hoofdpersoon in de BBC-serie The Onedin Line (1971-1980).
Op zesjarige leeftijd verhuisde hij van Leipzig naar Nunthorpe, in de buurt van Middlesbrough in Engeland. Hij stopte, toen hij 14 was, met school, omdat hij acteur wilde worden. Hij werd echter verwijderd van de Royal Academy of Dramatic Art. 
Via rolletjes in tv-commercials werd hij gevraagd voor een Carry On-film; uiteindelijk zou hij in elf van deze lowbudgetkomedies meespelen. Daarnaast was hij te zien in de musicalfilm Oh! What a Lovely War (1969) en de avonturenfilm Warlords of Atlantis (1978). 
Ook had hij een rol in vier afleveringen van de tv-serie Doctor Who (1984), in 1987 speelde hij zijn laatste rol in de schouwburg in het toneelstuk Noises Off en in 1996 speelde hij nog mee in de televisiefilm On Dangerous Ground, maar hij bleef toch vooral bekend als de ambitieuze kapitein James Onedin.
Hij was drie keer getrouwd: met Brits actrices Una Stubbs (1958-1969), Jan Waters (1970-1976), vanaf 1987 tot aan zijn dood met Anne Stallybrass die in The Onedin Line zijn vrouw Anne Webster speelde. 
- Biblioteca Nacional de España: XX1662760
- Bibliothèque nationale de France: cb17063626f (data)
- Gemeinsame Normdatei: 141900555
- International Standard Name Identifier: 0000 0001 1460 3169
- Library of Congress Control Number: no2003064584
- MusicBrainz: a897a7dd-1762-4de6-a713-35e8935c0335
- Nederlandse Thesaurus van Auteursnamen: 237132974
- Virtual International Authority File: 24291585
- WorldCat: E39PBJB8vVQbbqdH4B9y6Qxbh3